# Camp de Morvedre
Camp de Morvedre (Spaans: Campo de Murviedro) is een comarca in de provincie Valencia in de Spaanse autonome regio Valencia.

## Gemeenten
In de comarca Camp de Morvedre bevinden zich de volgende gemeenten:

Kaart van Camp de Morvedre

| Naam                   | Bevolkingsaantal (2023) | Oppervlakte (km2) | Dichtheid (inw/km) |
| ---------------------- | ----------------------- | ----------------- | ------------------ |
| Sagunto                | 70486                   | 132,36            | 532,53             |
| Canet d'En Berenguer   | 7252                    | 3,84              | 1888,54            |
| Gilet                  | 3826                    | 11,28             | 339,18             |
| Faura                  | 3628                    | 1,64              | 2212,20            |
| Benifairó de les Valls | 2315                    | 4,35              | 532,18             |
| Quartell               | 1688                    | 3,18              | 530,82             |
| Estivella              | 1599                    | 20,92             | 76,43              |
| Albalat dels Tarongers | 1447                    | 21,34             | 67,81              |
| Algímia d'Alfara       | 1109                    | 14,45             | 76,75              |
| Petrés                 | 1107                    | 1,87              | 591,98             |
| Quart de les Valls     | 1057                    | 8,43              | 125,39             |
| Torres Torres          | 747                     | 11,77             | 63,47              |
| Benavites              | 677                     | 4,27              | 158,55             |
| Alfara de la Baronia   | 606                     | 11,71             | 51,75              |
| Algar de Palancia      | 528                     | 13,17             | 40,09              |
| Segart                 | 172                     | 6,64              | 25,90              |
| Totaal                 | 98244                   | 271,22            | 362,23             |

Provincies: Alicante · Castellón · Valencia

Comarques: Alacantí · Alcoià · Alcalatén · Alt Maestrat · Alt Millars · Alt Palància · Alt Vinalopó · Baix Maestrat · Baix Segura · Baix Vinalopó · Camp de Morvedre · Camp de Túria · Canal de Navarrés · Comtat · Costera · Foia de Bunyol · Horta Nord · Horta Oest · Horta Sud · Marina Alta · Marina Baixa · Ports · Plana Alta · Plana Baixa · Plana d'Utiel · Racó · Ribera Alta · Ribera Baixa · Safor · Serrans · Valencia · Vall d'Albaida · Vall de Cofrents · Vinalopó Mitjà